# Els Ginestells
Els Ginestells és una muntanya de 433 metres que es troba entre els municipis d'Alella i de Tiana, a la comarca del Maresme.